# Грибовский, Михаил Кириллович
Михаил Кириллович Грибовский (1786 — после 1833) — публицист и переводчик; действительный статский советник; Симбирский вице-губернатор (1822—1826), Слободско-Украинский губернатор (1827—1828).

## Биография
Родился в 1786 году.
С 18 августа 1814 года исполнял должность правителя канцелярии Инвалидного комитета. В 1816 году был удостоен докторской степени («доктор обоих прав») в Харьковском университете. В 1818 году, получив чин VII класса, стал библиотекарем Гвардейского генерального штаба (с 1819 года начальником штаба был А. X. Бенкендорф. С 24 февраля 1819 по 15 июля 1823 года Грибовский служил правителем канцелярии Комитета, Высочайше учреждённого в 18-й день августа 1814 года.
Тайный агент правительства (1820). После восстания Семёновского полка взял на себя организацию тайной военной полиции. В 1821 году донёс об обществах декабристов, его записка о тайном обществе была передана А. X. Бенкендорфом Александру I. Состоял членом Коренной управы Союза благоденствия, что Высочайшим повелением было оставлено без внимания.
6 июня 1821 году пожалован в коллежские советники. С 15 июля 1823 по 31 января 1826 года — Симбирский вице-губернатор, после чего был вызван в Петербург и «употребляем по особым поручениям». Участвовал в проведении арестов по делу декабристов; списки участников заговора были составлены в том числе и на основании доносов М. К. Грибовского.
16 марта 1826 года пожалован в статские советники. В 1826 году пребывал в Нижнем Новгороде, выполняя функции тайного агента, доносил Дибичу о нарушениях, допускавшихся при этапировании декабристов в Сибирь.
15 сентября 1827 года по рекомендации А. X. Бенкендорфа (с которым был в давних деловых отношениях, служа у него агентом и пользуясь его расположением) Грибовский был назначен губернатором Слободско-Украинской губернии, став первым в её истории руководителем с докторской степенью. В октябре 1828 года по Высочайшему повелению был отстранён от должности и отдан под суд «по разным предметам»; поводом послужил донос жандармского штаб-офицера Бахметева, обвинявшего губернатора в злоупотреблениях, явившийся реакцией на попытки М. К. Грибовского бороться со взяточничеством. Дело рассматривалось в Сенате, который 21 января 1831 года определил собрать о М. К. Грибовском дополнительные сведения. Доказать причастность Грибовского к злоупотреблениям при взимании податей не удалось.
В 1833 года числился при герольдии.

### Семья
- сыновья Фёдор, Пётр[8];
- дочь — с 23 июля 1852 г. замужем за Никитой Семёновичем Власовым, директором вологодской гимназии.